# 金正淑郡
金正淑郡（キムジョンスクぐん）は朝鮮民主主義人民共和国両江道に属する郡。金正淑は金日成の最初の妻で金正日の母の名。

## 地理
鴨緑江に面しており、北の対岸は中華人民共和国である。
西に金亨稷郡、東に三水郡がある。南方では慈江道狼林郡・咸鏡南道赴戦郡と接する。

## 行政区画
1邑・2労働者区・22里を管轄する。
| - 金正淑邑（キムジョンスグプ） - 龍河労働者区（リョンハロドンジャグ） - 新興労働者区（シヌンノドンジャグ） - 江下里（カンハリ） - 巨龍里（コリョンニ） - 道龍徳里（トリョンドンニ） - 木西里（モクソリ） - 三西里（サムソリ） - 三浦洞里（サンポドンニ） - 上台里（サンデリ） - 石坪里（ソクピョンニ） - 城銅里（ソンドンニ） - 松田里（ソンジョンニ） | - 松芝里（ソンジリ） - 新上里（シンサンニ） - 院洞里（ウォンドンニ） - 自西里（チャソリ） - 獐項里（チャンハンニ） - 箸豊里（チョプンニ） - 車堡里（チャボリ） - 太陽里（テヤンニ） - 浦徳里（ポドンニ） - 豊陽里（プンヤンニ） - 下院洞里（ハウォンドンニ） - 黄鉄里（ファンチョルリ） |

## 歴史
朝鮮王朝時代は咸鏡道、植民地期は咸鏡南道の領域内で、三水郡の一部であった。
中心部は世宗代に置かれた鎮がもとになっており、かつて新乫坡（シンガルパ/신갈파）と呼ばれた。

### 年表
この節の出典
- 1952年12月 - 郡面里統廃合により、咸鏡南道三水郡三水面・自西面・三西面および好仁面の一部地域をもって、新坡郡を設置。新坡郡に以下の邑・里が成立。(1邑23里)
  - 新坡邑・新上里・三浦洞里・豊陽里・江下里・獐項里・新中里・上台里・自西里・太陽里・道龍徳里・石坪里・車堡里・院洞里・巨龍里・黄鉄里・木西里・下院洞里・城銅里・三西里・龍河里・松芝里・箸豊里・浦徳里
- 1954年10月 - 行政区画の見直しにより、両江道新坡郡となる。(1邑24里)
  - 慈江道狼林郡院洞里を編入。
  - 上台里の一部が両江道三水郡抱城里に編入。
  - 江下里の一部が新中里に編入。
  - 太陽里の一部が道龍徳里に編入。
  - 木西里・黄鉄里の境界線を調整。
- 1956年 (1邑25里)
  - 院洞里（新）が新興里に改称。
  - 厚昌郡蓮松里の一部が分立し、松田里が発足。
- 1961年 (1邑1労働者区23里)
  - 龍河里が龍河労働者区に昇格。
  - 新中里が新坡邑・江下里・獐項里に分割編入。
- 1969年 - 新興里が新興労働者区に昇格。(1邑2労働者区22里)
- 1981年8月 - 新坡郡が金正淑郡に改称。(1邑2労働者区22里)
  - 新坡邑が金正淑邑に改称。

## 交通
- 北部内陸線
  - 松田駅 - 江下駅 - 新坡青年駅 - 珉湯駅 - 両江新上駅 - 豊陽駅 - 上台駅 - 仁山駅